# Thomas Cheysson
Thomas Cheysson est un scénariste et réalisateur français né le 29 novembre 1970 à Boulogne-Billancourt.

## Biographie
Thomas Cheysson débute dans le cinéma en 1988, comme assistant réalisateur. Jusqu’au milieu des années 2000, il a travaillé aux côtés de nombreux réalisateurs, dont Henri Storck, Romain Goupil, Claire Simon, Chantal Akerman ou Michel Piccoli.
Dès 1990, il commence à réaliser des courts métrages de fiction ou documentaires (Camion, Les Enfants sur la nuque, Les Dix). Il se consacre également à l’écriture de scénarios de longs métrages. Citons, entre autres, Alors voilà de Michel Piccoli, Congo River de Thierry Michel, Je suis Annemarie Schwarzenbach de Véronique Aubouy, Naufragé volontaire de Didier Nion, Le Gang des Antillais de Jean-Claude Barny, Vincent n'a pas d'écailles de Thomas Salvador, ou encore Rien à perdre d’Emmanuel Hamon.
À partir du milieu des années 90, il travaille sur des scénarios interactifs, s’efforçant de concilier intensité dramatique et interactivité. Il réalise, entre autres, le jeu vidéo Isabelle.
Il écrit également pour la télévision (CosmicConnexion, soirée pour Arte de Marie Cuisset et Anne Jaffrennou, Les Petits Secrets des grands tableaux, série documentaire pour Arte de Carlos Franklin et Clément Cogitore, Les Debré et L'Utopie des images de la révolution russe, documentaires d’Emmanuel Hamon), pour la radio (Parole de pirate !, En attendant Saddam et Expédition taxi-maboule,, feuilletons de 10 épisodes pour Radio France), ainsi que des podcasts (La petite Reine pour Audible, Les voyages d'Amélia pour Europe 1/Deezer).
Il prépare deux longs métrages, Oublier Babylone et Jusqu'à l'orage final, coécrits avec Yves Nilly.

## Filmographie

### Scénariste
- 1990 : Les Enfants sur la nuque de Thomas Cheysson
- 1992 : Camion de Thomas Cheysson (court métrage)
- 1997 : Alors voilà de Michel Piccoli
- 1998 : Isabelle de Thomas Cheysson (jeu vidéo)
- 2002 : Une pure coïncidence de Romain Goupil
- 2003 : Les Dix de Thomas Cheysson
- 2004 : Parole de pirate![10] de Claude Guerre (feuilleton radio)
- 2005 : Congo River de Thierry Michel
- 2006 : CosmicConnexion de Marie Cuisset et Anne Jaffrenou (télévision)
- 2007 : En attendant Saddam[11] de Michel Sidoroff (feuilleton radio)
- 2014 : Vincent n'a pas d'écailles de Thomas Salvador
- 2015 : Je suis Annemarie Schwarzenbach de Véronique Aubouy
- 2015 : Expédition taxi-maboule[12] de Jean-Mathieu Zahnd (feuilleton radio)
- 2015 : Les Petits Secrets des grands tableaux de Carlos Franklin et Clément Cogitore (télévision)
- 2016 : Les Debré d'Emmanuel Hamon (télévision)
- 2016 : Le Gang des Antillais de Jean-Claude Barny
- 2016 : La tentation de saint Antoine de Jérôme Bosch[13] de Carlos Franklin (VR)
- 2017 : L'Utopie des images de la révolution russe[2] d'Emmanuel Hamon
- 2017 : Les Ménines de Diego Vélasquez[14] de Carlos Franklin (VR)
- 2017 : Naufragé volontaire de Didier Nion
- 2017 : Les Noces de Cana de Paul Véronèse de Carlos Franklin et Joséphine Derobe (VR)
- 2018 : Marius Petipa, le maître français du ballet russe[15] de Denis Sneguirev
- 2020 : La petite Reine[6] de Carole Cheysson (podcast)
- 2021 : URSS, l'effondrement[16] de Denis Sneguirev
- 2021 : Les voyages d'Amélia[7] (podcast)
- 2022 : Le voyage à Paris[17] de Silvano Castano

### Réalisateur
- 1990 : Les Enfants sur la nuque
- 1992 : Camion[18] (court métrage)
- 1998 : Isabelle (jeu vidéo)
- 2003 : Les Dix

### Assistant réalisateur
- 1990 : Je suis fou, je suis sot, je suis méchant de Luc de Heusch
- 1993 : Artiste peintre de Claire Simon (télévision)
- 1993 : Le Déménagement de Chantal Akerman (télévision)
- 1993 : Parking de Romain Goupil (télévision)
- 1993 : André de Jacques Renard (télévision)
- 1993 : La Robe à cerceau de Claire Denis (télévision)
- 1993 : Lettre pour L... de Romain Goupil
- 1994 : Train de nuit de Michel Piccoli (court métrage)
- 1995 : Les Amis du plaisir, trente ans après[19] de Luc de Heusch
- 1996 : Sa vie à elle de Romain Goupil (télévision)
- 2002 : Une pure coïncidence de Romain Goupil

## Distinctions
- Camion : Prix SABAM du Jury, Festival de Namur 1993[20].
- Alors voilà : Prix "Bastone Bianco" de la critique, Mostra de Venise 1997.
- Isabelle : Grand Prix et Prix de la Critique, Mœbius 1999.
- Congo River : Prix du meilleur film européen d'Art et Essai, Berlinale 2006 / Prix du meilleur commentaire, Festival de Toulon 2006.
- Je suis Annemarie Schwarzenbach : nommé, Berlinale 2015.
- Vincent n'a pas d'écailles : Grand Prix du Jury, Festival international du film indépendant de Bordeaux 2014 / Finaliste, Prix Louis-Delluc 2015.
- Le Gang des Antillais : Hublot d'Or de la Meilleure adaptation, Festival du film du Croisic 2016[21] / Dikalo Award du Meilleur Long Métrage, Festival International du Film Panafricain de Cannes 2017[22] / Nommé dans la catégorie Best Diaspora Feature, Africa Movie Academy Awards 2017[23] / 1er Prix, Caribbean Tales International Film Festival, Toronto, 2017[24] / Premier prix dans la catégorie "Polar Cinéma", Festival "Polar" de Cognac, 2017[25] / Sélectionné dans la catégorie Meilleur long métrage au Festival international de Kinshasa (FICKIN) 2018.
- La tentation de saint Antoine de Jérôme Bosch : Prix du meilleur film VR documentaire, International 3D festival de Liège 2016[26] / Best VR, Nab Show de Shanghai 2016 [27].
- Les Ménines de Diego Vélasquez : World VR Forum 2017 Special Award for best educational qualities[28] / Premio Latinoamericano RealMix 2020[29].
- Naufragé volontaire :  Nommé, Festival Ciné Salé du Havre 2017[30] / Nommé, Festival du film de Belfort - Entrevues 2017[31] / Nommé, Champs-Élysées Film Festival 2018[32].
- L'utopie des images de la révolution russe : Sélection officielle Venezia Classici, Mostra de Venise 2017[33] / Hors compétition, Festival international du film de Mar del Plata 2017[34] / Prix du meilleur film documentaire, Festival de cine de San Lorenzo 2018 (Paraguay)[35].
- Les Noces de Cana de Paul Véronèse : Prix nouvelles écritures SCAM 2018.